# Ліса Бреннан-Джобс
Ліса Бреннан-Джобс  (англ. Lisa Nicole Brennan-Jobs, нар. 17 травня 1978)  – американська письменниця, журналіст. Дочка співзасновника «Apple» Стіва Джобса та відомої художниці Крісан Бреннан. Деякий час Джобс заперечував своє батьківство, що навіть призвело до судового розгляду. Врешті-решт Стів визнав, що є батьком Ліси.

## Дитинство
Ліса народилася в комуні Роберта Фрідленда «All One Farm», недалеко від Портленда, штат Орегон. Джобс не був присутній при народженні дитини та з'явився тільки через три дня після того, як Роберт Фрідленд (власник ферми та один з родичів Джобса) переконав того відвідати новонароджену дочку. Бреннан та Джобс назвали спільну дитину Лісою. Один з комп'ютерних проектів, над яким працював Стів, носить назву «Apple Lisa». Багато років Джобс заперечував зв'язок назви з дочкою, і проект навіть був перейменований. Та через багато років він все ж визнав, що очевидно назвав першу свою ЕОМ на честь дочки.

## Справа про батьківство та примирення
Навіть після того, як тест ДНК підтвердив Джобса батьком Ліси, він продовжував не погоджуватись з цим фактом.
Рішення у цій справі вимагало, щоб він надавав Бреннан 385 доларів на місяць та відшкодовував державі гроші, які вона отримала від соціального забезпечення. Після того, як компанія «Apple» стала визнаною, а Джобс - мультимільйонером, він збільшив виплату до 500 доларів на місяць.
Лише після виходу з Apple, Джобс спробував помиритися з Лісою. Крісан Бреннан писала, що «він багато разів вибачався за свою поведінку» перед нею та Лізою, і говорив, що «ніколи не брав на себе відповідальність, а мав би, й дуже про це шкодує».
Все ж коли Ліса пробачила батька, вона взяла його прізвище, від чого Джобс був дуже щасливий. Відтоді Ліса стала Бреннан-Джобс.
Згідно з відомостями журналу «Fortune», Стів Джобс залишив Лісі багатомільйонний спадок.

## Освіта й кар'єра
Коли Бреннан-Джобс жила зі своєю матір'ю, вона відвідувала Школу Nueva та середню школу Ліка Уілмердінга. Пізніше, переїхавши жити до батька, вчилася в середній школі Пало-Альто. У 1996 році вступила до Гарвардського університету, та протягом одного року навчалася за кордоном в Королівському коледжі Лондона. Будучи студенткою, вона писала для «The Harvard Crimson». Навчання Ліса закінчила в 2000 році та згодом переїхала на Манхеттен, щоб стати письменницею. У цей час багато писала для «The Southwest Review», «The Massachusetts Review», «The Harvard Advocate», «Spiked», «Vogue» та «The Oprah Magazine».
Сьогодні Ліса Бреннан-Джобс проживає в Брукліні разом зі своїм чоловіком Біллом, сином та двома пасербицями.

## Публікації
4 вересня 2018 року вийшла дебютна книга Бреннан-Джобс «Small Fry». Мемуари докладно описують її дитинство й складні відносини з батьком.
Українською мовою книгу «Малеча» було перекладено та опубліковано в 2019 році видавництвом «Наш Формат».

## У засобах масової інформації
Бреннан-Джобс описана в кількох біографіях свого батька, в тому числі в офіційній біографії Стівена Джобса, написаній Волтером Айзексоном у 2011 році. Роман Мони Сімпсон «Звичайний хлопець» 1996 року є вигаданою розповіддю, заснованою на історії Бреннан-Джобс та її батьків. Вона була зображена у трьох біографічних фільмах: Брук Реддінг зобразила її у фільмі «Пірати Кремнієвої долини» 1999 року на каналі TNT, у дитинстві її грає Ава Акрес, а в дорослому віці — Анніка Бертеа у фільмі «Джобс» 2013 року. У фільмі 2015 року «Стів Джобс» режисера Денні Бойла Бреннан-Джобс у різному віці зображують Перла Хейні-Джардін, Ріплі Собо та Макензі Мосс. Сценарист фільму «Стів Джобс» Аарон Соркін сказав, що він заздалегідь обговорив сценарій з Бреннан-Джобс і що вона є «героїнею фільму».

## Переклад українською
- Ліса Бреннан-Джобс. Малеча / пер. Наталія Валевська. — К.: Наш Формат, 2019.